# 133528 Ceragioli
133528 Ceragioli è un asteroide della fascia principale. Scoperto nel 2003, presenta un'orbita caratterizzata da un semiasse maggiore pari a 2,8566221 UA e da un'eccentricità di 0,0851641, inclinata di 1,26992° rispetto all'eclittica.
L'asteroide è dedicato a Roger Ceragioli, ottico emerito presso l'Università degli Studi di laboratorio dell'Arizona, dove è correttore di lenti per specchi di telescopi.